# Jenny Täckholm
Jenny Maria Kristina Täckholm, född Tiselius 6 december 1906 i Almby församling i Örebro län, död 13 juli 1991 i Arvika, var en svensk politiker för Socialdemokraterna och sjuksköterska.

## Biografi
Täckholm var dotter till Carl Wilhelm Tiselius och Emilia Tiselius, född Andersdotter. Hon hade sju syskon.
Mellan 1950 och 1958 var hon ledamot av Stockholms stadsfullmäktige. I Stadsfullmäktige arbetade hon framförallt med frågor som relaterade till hennes yrkesliv. Bland annat var hon ledamot av en kommitté som utredde frågan om semester- och vilohem för stadens anställda. Hon deltog också i flera nationella utredningar, bland annat var hon en av arton utredninsgsmän för en översyn av den öppna vården, en utredning bemyndigad av kungen och utsedd av inrikesdepartementets chef. I utredningen ingick även bland andra Nils Löwbeer, Elon Andersson, Bertil von Friesen, Eva Karlsson, Karin Collin, Elin Hakeman och Inga Thorsson.
1955 gifte sig Jenny Tiselius med Thure Täckholm (1897–1966), ombudsman i Stockholms kommunalarbetares samorganisation.